# Out of Space
«Out of Space» — 4-й сингл музыкального коллектива из Эссекса The Prodigy. Эту композицию можно охарактеризовать как «жёсткое техно» с элементами джангла. Семпл был взят от классической регги-композиции 1976 года «I Chase the Devil» Макса Ромео. Сингл включает три техно-ремикса: ремикс на «Ruff in the Jungle Bizness» и 2 трека выступления в Нью-Йорке: «Music Reach (1/2/3/4)» и «Jericho».

## Видео
Музыкальное видео состоит из нескольких отрывков, сделанных с помощью компьютерной графики; танцы участников The Prodigy около параболических антенн, танец Кейта Флинта в рэйв-костюме и отрывки из документального фильма из жизни страусов.

## Список композиций

### XL Recordings

#### 7" vinyl record
A. «Out of Space»
B. «Ruff in the Jungle Bizness» (Uplifting Vibes Remix) — 4:17

#### 12" vinyl record
1. «Out of Space» (Original Mix) — 5:07
2. «Out of Space» (Techno Underworld Remix) — 4:48
3. «Ruff in the Jungle Bizness» (Uplifting Vibes Remix) — 4:20
4. «Music Reach (1/2/3/4)» (Live) — 4:21

#### Cassette Single
1. «Out of Space» (Edit) — 3:41
2. «Ruff in the Jungle Bizness» (Uplifting Vibes Remix) — 4:20

#### CD single
1. «Out of Space» (Edit) — 3:41
2. «Out of Space» (Techno Underworld Remix) — 4:48
3. «Ruff in the Jungle Bizness» (Uplifting Vibes Remix) — 4:20
4. «Music Reach (1/2/3/4)» (Live) — 4:21

### Elektra CD single
1. «Out of Space» (Edit) — 3:41
2. «Out of Space» (Techno Underworld Remix) — 4:48
3. «Out of Space» (Millennium Mix) — 6:25
4. «Out of Space» (Celestial Bodies Remix) — 5:44
5. «Ruff in the Jungle Bizness» (Uplifting Vibes Remix) — 4:20
6. «Jericho» (Live Version) — 4:22